# Martine Grael
Martine Soffiatti Grael (Niterói, 12 februari 1991) is een Braziliaans zeiler.
Grael werd in 2014 wereldkampioen in de 49erFX.
In 2016 werd Grael olympisch kampioen in de 49erFX in eigen land samen met Kahena Kunze. In Tokio verdedigden zij met succes hun olympische titel.
Grael haar vader is tweevoudig olympisch kampioen zeilen.

## Resultaten

### Wereldkampioenschappen
| Jaar | Plaats       | Resultaten |
| ---- | ------------ | ---------- |
| 2014 | Santander    | 49erFX     |
| 2015 | Buenos Aires | 49erFX     |
| 2017 | Matosinhos   | 49erFX     |
| 2019 | Auckland     | 49erFX     |

### Olympische Zomerspelen
| Jaar | Plaats         | Resultaten |
| ---- | -------------- | ---------- |
| 2016 | Rio de Janeiro | 49erFX     |
| 2020 | Tokio          | 49erFX     |

2016: Martine Grael / Kahena Kunze ·
2020: Martine Grael / Kahena Kunze ·
2024: Odile van Aanholt / Annette Duetz